# Bea Brocks

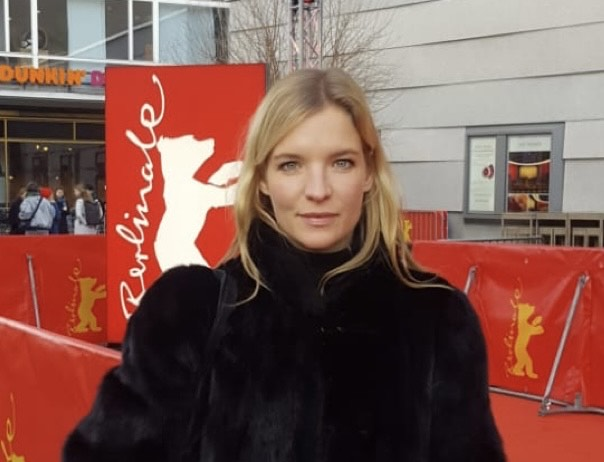
Bea Brocks (2022)

Bea Brocks (* 1989 in Kleve) ist eine deutsche Schauspielerin.

## Leben
Brocks wurde von 2009 bis 2013 an der Hochschule für Musik und Theater „Felix Mendelssohn Bartholdy“ Leipzig ausgebildet. Ab dem dritten Studienjahr war sie am Schauspielstudio am neuen theater Halle engagiert. Es folgte ein Engagement von 2013 bis 2015 am Staatstheater Braunschweig. Seitdem hatte sie Gastengagements an weiteren Bühnen.
Danach folgten Arbeiten für Film, Fernsehen und Kino, so übernahm Bea Brocks die Rolle der Anna Beyer in Nony Geffens israelischem Kinofilm Everything is broken up and dances. 2018 folgte die Hauptrolle der Mia in Malte Wirtz’ Nur ein Tag in Berlin. In den Niederlanden spielte sie im Fernsehfilm Get Lost! die Katja. Im Fernsehen war sie unter anderem als Lili Shansky im Tatort Dresden zu sehen und 2019 als Dr. Julika Bergmann in Ein Sommer an der Algarve zu sehen. Bea Brocks spricht fließend italienisch und war unter anderem am Teatro Argentina in Rom zu sehen und im Kinofilm Bentornato Presidente!
Als Theaterschauspielerin arbeitete sie mehrfach mit der Regisseurin Anna Bergmann zusammen, so spielte sie unter ihrer Regie am Staatstheater Braunschweig in Homo Faber, am Staatstheater Hannover in Homemaker, am Theater in der Josefstadt in Wien in Fräulein Julie und Madame Bovary, an der Staatsoper Berlin die Titelrolle in der Dostojewski-Adapation Die Sanfte und 2018 am Badischen Staatstheater Karlsruhe die Nora in Nora, Hedda und ihre Schwestern. Seit 2021 ist sie am Deutschen Theater in Berlin unter der Regie von Sebastian Hartmann in Der Idiot zu sehen.
Brocks lebt in Berlin.

## Filmografie
- 2013: Tatort: Die Wahrheit stirbt zuerst
- 2014: Everything is Broken up and Dances (Kino, Israel, Regie: Nony Geffen, Laila Films)
- 2015: Blind und Hässlich (Kino, Regie: Tom Lass)
- 2016: Pudel (Kino, Kurzfilm, Regie: Moritz Adlon, HFF München)
- 2016: Nur ein Tag in Berlin (Kino, Regie: Malte Wirtz)
- 2017: Der Alte (Fernsehserie), Folge 407: Der letzte Tanz
- 2017: Get Lost! (TV-Film, Regie: Mirjam de With)
- 2017: Liebe (HR, Kurzspielfilm, R: Oliver Adam Kusio  MDR, HFF Potsdam)
- 2018: Ostfrieslandkrimis – Ostfriesensünde
- 2018: Bentornato Presidente (Kino Italien, Regie: Giuseppe Stasi, Giancarlo Fontana, Indigo Film)
- 2018: In aller Freundschaft – Die Krankenschwestern (Fernsehserie, eine Folge)
- 2019: Altes Land (ZDF-Zweiteiler)
- 2019: Ein Sommer an der Algarve (ZDF, Regie: Jeanette Wagner)
- 2020: Tatort: Die Zeit ist gekommen
- 2021: Letzte Spur Berlin (Fernsehserie, 2 Folgen)
- 2021: SOKO Potsdam (Fernsehserie, Folge: Küsse in St. Tropez)
- 2021: SOKO Leipzig (Fernsehserie, eine Folge)
- 2021: SOKO Wismar (Fernsehserie, eine Folge)
- 2021: Marie Brand und der Tote im Trikot
- 2021: Playground (Kurzfilm), Elisa Possenti
- 2021: Supernova (Kurzfilm, Regie: Steve Bach, Filmakademie Baden-Württemberg, Abschlussfilm)
- 2021: Der Usedom-Krimi: Ungebetene Gäste (Fernsehreihe)
- 2021: Der Masuren-Krimi (Fernsehserie, 1 Folge)
- 2022: Die Nacht, die Lichter (Kinofilm)
- 2023: Tatort: Nichts als die Wahrheit
- 2023: Zwischen uns die Nacht
- 2024: Mandat für Mai (Fernsehserie)
- 2024: Trost und Rath – Tanz mit dem Teufel (Fernsehreihe)
- 2024: Wolfsland (Fernsehserie, Folge Schwarzer Spiegel)
- 2024: Finsteres Herz – Die Toten von Marnow 2 (Fernsehserie)